# Sauvegarder et restaurer
Chronologie des versions
ntbackup
Sauvegarder et restaurer (en anglais, Backup and Restore Center) est un composant du système d'exploitation Windows de Microsoft. Il s'agit d'un programme qui permet de sauvegarder des fichiers et de les restaurer à partir des sauvegardes.
Ce composant a été introduit avec Windows Vista et il est disponible dans les versions subséquentes de Windows. Le composant a été déprécié dans les plus récentes versions de Windows, Windows 8 et Windows Server 2012 : il est toujours présent dans le système d'exploitation, mais il ne sera plus amélioré. Microsoft affirme que le programme est sous-utilisé et propose File History comme remplacement des sauvegardes par le composant Sauvegarder et restaurer.
Dans Windows 7, Sauvegarder et restaurer se trouve dans le dossier Maintenance. Pour le démarrer, il faut cliquer successivement sur le bouton démarrer, Tous les programmes, Maintenance et Sauvegarder et restaurer.

## Fonctionnement
Sauvegarder et restaurer supporte deux types de sauvegarde : la sauvegarde des fichiers et l'image système. Il repose sur le service « SDRSVC.dll ».

### Sauvegarde de fichiers
Deux types de sauvegarde des fichiers sont disponibles. Dans le premier type, la sauvegarde normale, tous les fichiers sélectionnés pour la sauvegarde sont copiés sur le périphérique de sauvegarde. Dans le second type de sauvegarde, la sauvegarde incrémentale, seulement les fichiers modifiés depuis la dernière sauvegarde complète sont copiés.

### Image système
L'option de sauvegarde complète du système par image disque, appelé complete PC backup dans Windows Vista ou system image dans Windows 7, permet la création d'une image disque de système au complet, incluant le système d'exploitation et des dossiers de données. L'image disque sauvegardée peut, par la suite, être restaurée au moyen du Windows Recovery Environment, soit sur le même ordinateur ou sur un autre ordinateur d'un modèle ou d'un type différent. Le format de fichier utilisé pour la sauvegarde de l'image disque est VHD. Avec Windows 7 Enterprise et Ultimate, lorsqu'une sauvegarde complète du système a été faite, l'image VHD résultante peut être utilisée pour restaurer un fichier ou pour restaurer le système au complet,.